# Forchhammeria macrocarpa
Forchhammeria macrocarpa är en tvåhjärtbladig växtart som beskrevs av Standley. Forchhammeria macrocarpa ingår i släktet Forchhammeria och familjen Stixaceae. Inga underarter finns listade i Catalogue of Life.